# Rari Nantes Savona
El Rari Nantes Savona és un club de waterpolo italià de la ciutat de Savona, a la Ligúria.
Fundat el 1948 com Amatori Nuoto Savona, des del 1981 juga a la màxima lliga italiana.

## Palmarès
- Lliga de Campions
  - Finalistes (1): 1991-92
- Copa LEN
  - Campions (3): 2004-05, 2010-11, 2011-12
  - Finalistes (1): 2009-10
- Supercopa d'Europa
  - Finalistes (3): 2005, 2011, 2012
- Campionat italià: 
  - Campions (3): 1990-91, 1991-92, 2004-05
- Copa italiana: 
  - Campions (3): 1989-90, 1990-91, 1992-93